# Bâtiment de l'assemblée municipale de Sokobanja
Le bâtiment de l'assemblée municipale de Sokobanja (en serbe cyrillique : Зграда Скупштине Општине у Сокобањи ; en serbe latin : Zgrada Skupštine Opštine u Sokobanji) se trouve à Sokobanja et dans le district de Zaječar, en Serbie. Il est inscrit sur la liste des monuments culturels protégés de la république de Serbie (identifiant no SK 752),.

## Présentation
Le bâtiment a été construit au début du XXe siècle.

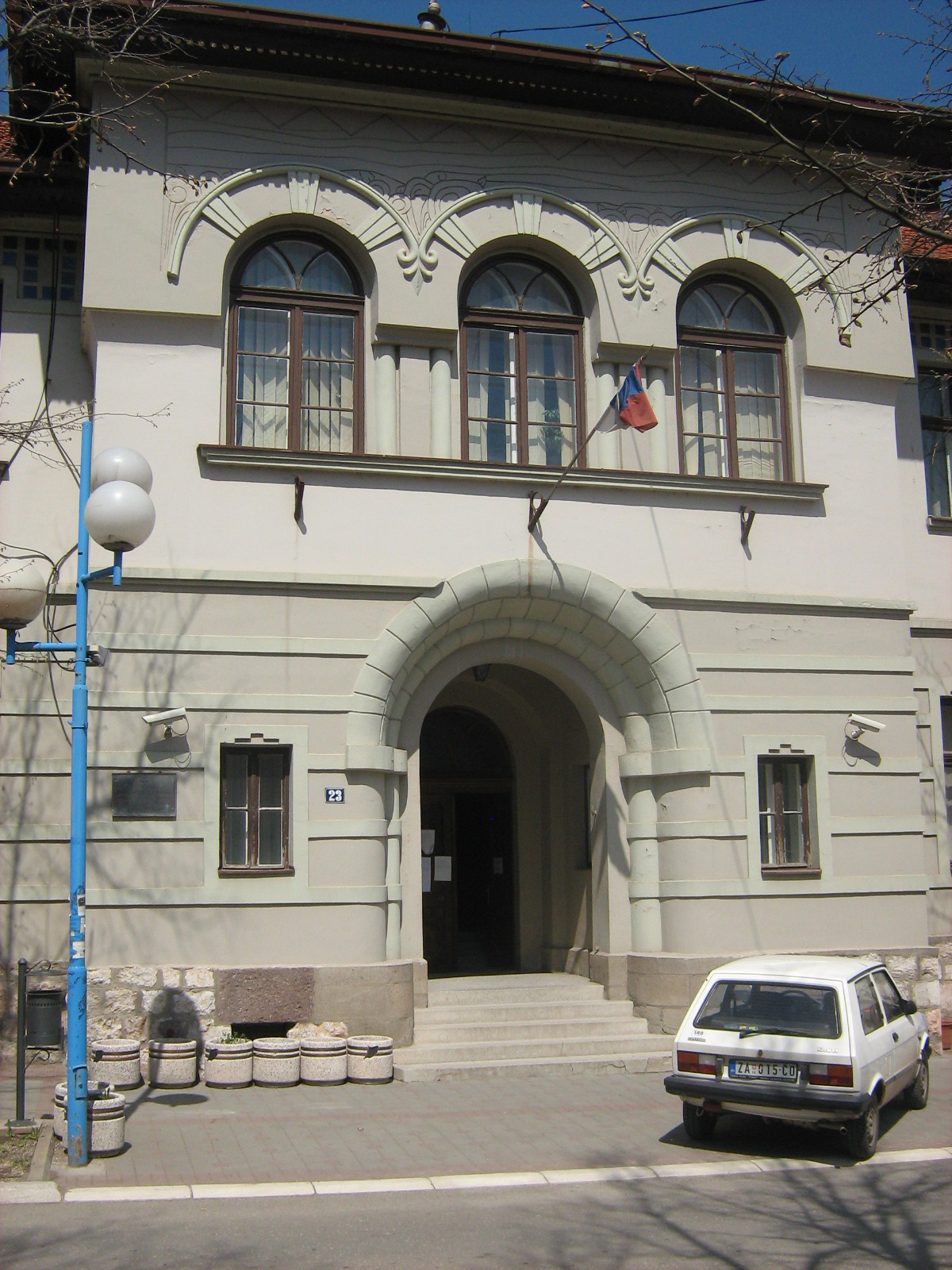
Détail de l'avancée centrale (façade principale).